# Hyacinthe-Marie Cormier
Hyacinthe-Marie Cormier OP (bürgerlich Louis-Stanislas-Henri Cormier; * 8. Dezember 1832 in Orléans; † 17. Dezember 1916 in Rom) war ein französischer Dominikaner, der als 76. Generalmagister seines Ordens von 1904 bis 1916 wirkte. Papst Johannes Paul II. sprach P. Hyacinthe-Marie 1994 selig.

## Leben

### Jugend und Ausbildung
Sein Vater, ein Kaufmann, starb, als Louis noch jung war, worauf seine Mutter ihn und seinen Bruder Eugène in der Nähe seines Onkels aufzog, der Priester war. Eugène starb noch im Kindesalter. Louis wurde zunächst zu Hause unterrichtet. 1846, im Alter von dreizehn Jahren, trat er in das Knabenseminar des Bistums Orléans ein.
Als Student bildete Louis sich in der Literatur und noch mehr in der Musik aus, besonders im Gesang und im Spiel der Flageolett, der Orgel und der Ophikleide. Bei einer Gelegenheit hörte Franz Liszt ihn die Orgel spielen und bezeichnete sein Spiel als meisterlich.
Nach dem Eintritt in das Priesterseminar des Bistums Orléans, das von den Sulpizianern geführt wurde, studierte Cormier Philosophie und Theologie und bat um Aufnahme in den dritten Orden des hl. Dominikus. Er graduierte an der Spitze seiner Klasse. Der Bischof von Orlèans, Felix-Antoine-Philibert Dupanloup, spendete ihm am 17. Mai 1856 die Priesterweihe. Da Cormier noch nicht das kanonische Alter zur Weihe erreicht hatte, wurde ihm dafür eine Dispens erteilt.

### Eintritt bei den Dominikanern
Kurz nach seiner Priesterweihe fühlte er sich durch das Vorbild des Leben der Dominikanerin Agnes von Jesus (Agnès Galland) berufen, selbst Dominikaner zu werden. Cormier ging dazu nach Flavigny, wo P. Henri Lacordaire ein Noviziat für die Kandidaten der Dominikaner einrichtete. Am 29. Juni 1856 trat er mit Erlaubnis seines Bischofs in das Noviziat bei Flavigny ein und nahm den Ordensnamen Hyacinthe-Marie an.
Während er sich in seinen Studien auszeichnete, litt P. Hyacinthe-Marie an innerlichen Blutungen. Seine gesundheitlichen Probleme waren so schwer, dass er nicht zur Profess zugelassen wurde, sondern aus dem Orden entlassen werden sollte. Zu jener Zeit visitierte jedoch der Generalmagister der Dominikaner, Alexandre Vincent Jandel, das Kloster von Flavigny und war so stark von P. Hyazinthe-Maries Charakter und Hingabe beeindruckt, dass er den Fall dem Heiligen Stuhl unterbreiten wollte, um eine Dispens zur Ablegung der Profess erwirken zu können. Der Generalmagister nahm P. Hyazinthe-Maries als persönlichen Sekretär mit nach Rom und sandte ihn dort in das Noviziat des Klosters von Santa Sabina auf dem Aventin.
Nachdem Papst Pius IX., das Gesuch P. Jandels unterbreitet worden war, gestattete er, dass P. Hyazinthe-Marie die Profess unter der Bedingung ablegen dürfe, dass er einen  vollen Monat nicht an innerlichen Blutungen litte, und stellte fest, „Da es ihm nicht gegeben ist, im dominikanischen Habit zu leben, wird er wenigstens in ihm sterben“. P. Cormier war in der Folge als Sekretär Jandels tätig. Verschiedene Male vermochte er nicht, die Bedingung des Papstes zu erfüllen; einmal litt er sogar 29 Tage nicht an Blutungen, niemals jedoch einen vollen Monat. Schließlich erkrankte er so schwer, dass ihm gestattet wurde, am 23. Mai 1859 die Profess in articulo mortis im Kapitelsaal von Santa Sabina abzulegen.
Kurz darauf erholte sich P. Hyazinthe-Marie vollständig. Nach seiner Profess wurde er stellvertretender Novizenmeister von Santa Sabina. Im Jahr 1863 wählte ihn der Konvent des Klosters Corbara in Corbara auf Korsika zum Prior. Zwei Jahre später wurde er als erster Provinzial von Toulouse ins Amt eingeführt. 1869 wurde er in diesem Amt wiedergewählt und hatte es bis 1874 inne. Dann wurde er zum Prior eines Konvents in Marseille ernannt, wo er den Bau einer Kirche und des Priorats vollendete. 1878 wählte man ihn erneut zum Provinzial; er wirkte in diesem Amt bis 1888 und wurde anschließend zum Definitor für die Generalkapitel in Lyon im Jahr 1891 bestimmt.
Szádok Szabó berichtet in Hyacinth Marie Cormier: 76th Master General of the Order of Preachers, dass Papst Leo XIII. 1899 beabsichtigte, P. Hyacinthe-Marie zum Kardinal zu erheben, aber im Hinblick auf die französische Regierung, die einem Kardinal aus einem Orden nicht wohlwollend gegenübergestanden hätte, davon abgebracht wurde.

#### Amtszeit als Generalmagister
Nach dem Generalkapitel wurde P. Hyacinthe-Marie als Socius des neugewählte Generalmagisters, P. Andreas Frühwirth, nach Rom entsandt. Dort ernannte man Cormier zum Prokurator des Ordens. Am 21. Mai 1904 wurde er auf dem Generalkapitel im Kloster Santa Maria de la Quercia der Nähe von Viterbo zum Generalmagister gewählt. In diesem Amt begründete er viele aufgelöste Ordensprovinzen erneut und errichtete andere, darunter die des Allerheiligsten Namens Jesu im Westen der Vereinigten Staaten.
P. Hyacinthe-Marie war bekannt für die geistliche Tiefe seiner Exerzitien und seiner kraftvollen Predigten. Sein Einfluss trug zu den Seligsprechungen von Reginald von Orléans, Bertrand Garrigua, Raimund von Capua, und Andreas Abellon bei.
Als Generalmagister spielte er eine entscheidende Rolle bei der Reorganisation des Angelicums in Rom, das zur später zur Päpstlichen Universität hl. Thomas von Aquin wurde. Das Generalkapitel im Jahre 1904 richtete an Cormier den Wunsch, am Kolleg ein Studium generalissimum für den gesamten Orden zu organisieren. Das von P. Hyacinthe-Marie angelegte Kolleg diente nicht nur zur Ausbildung der Dominikaner, sondern auch des weltlichen Klerus. 1906 wurde es zum Pontificium Collegium Divi Thomae de Urbe erhoben. Das Motto des Kollegs, caritas veritatis, stammt von P. Hyaincthe-Marie Cormier.

### Verehrung
Nach dem Ende seiner Amtszeit im Jahr 1916 zog Cormier in den Konvent an der Basilika San Clemente. Er starb dort nach kurzer Krankheit am 17. Dezember um 12:30 Uhr. Sein Leichnam wurde in San Clemente aufgebahrt, die kirchliche Begräbnisfeier fand auf dem Friedhof Campo Verano in Rom statt. Am 17. Dezember 1934 übertrug man seine sterblichen Überreste nach Santi Domenico e Sisto, der Universitätskirche des Angelicums.
Im Leben sagte man P. Hyacinthe-Marie nach: „Er gibt Frieden allem, was er berührt“. Bei zahlreichen Gelegenheiten wurde er von Mitbrüdern im Angelicum in der Luft schwebend gesehen, während er vor dem Allerheiligsten betete. Der Seligsprechungsprozess für P. Hyacinthe-Marie Cormier wurde im Jahre 1945 eröffnet, am 20. November 1994 fand die Seligsprechung statt. Die Dominikanerin Agnes von Jesus, die P. Hyacinthe-Marie durch ihr heiligmäßiges Leben zum Eintritt bei den Dominikanern inspiriert hatte, wurde in derselben Zeremonie seliggesprochen. Der Gedenktag P. Hyacinthe-Marie Cormiers in der Liturgie ist der 21. Mai.